# Henry Rollins
Henry Rollins, właściwie Henry Lawrence Garfield (ur. 13 lutego 1961 w Waszyngtonie) – amerykański wokalista, poeta, pisarz, aktor, wydawca. 
Obecny na amerykańskiej scenie rockowej od początku lat osiemdziesiątych. Po raz pierwszy dał się poznać jako wokalista kanonicznej formacji Black Flag. W latach 90. z powodzeniem występował na czele swojej własnej grupy, Rollins Band. Od lat objeżdża świat ze swoimi „spoken words”, prezentacjami w formie wykładów, podczas których opowiada o tym, co przeżył. Autor kilkunastu książek, felietonów, dzienników z podróży, tekstów publicystycznych. Jest także zaangażowany w wiele akcji o charakterze humanitarnym czy charytatywnym.
W 2009 został sklasyfikowany na 18. miejscu listy 50 najlepszych heavymetalowych frontmanów wszech czasów według Roadrunner Records. W 2014 dubbingował postać Zaheera w amerykańskiej kreskówce Legenda Korry.

## Życiorys
Przyszedł na świat w Waszyngtonie jako Henry Lawrence Garfield. Jego rodzice, Iris i Paul Garfield, rozeszli się, gdy miał trzy lata. Wychowaniem chłopca zajmowała się głównie matka. Dorastający Henry sprawiał dużo kłopotów wychowawczych. Po wyrzuceniu z kilku szkół, w latach 1974–1979 uczęszczał do prywatnej szkoły średniej wojskowej The Bullis School w Potomac w stanie Maryland. Przez jeden semestr do grudnia 1979 studiował na prywatnym uniwersytecie American University w Waszyngtonie. Pracował jako kurier w Narodowym Instytucie Zdrowia.
W muzykę i subkulturę punk wprowadził go przyjaciel Ian McKaye, późniejszy członek zespołów Minor Threat i Fugazi. Po krótkim graniu w zespole S.O.A. (State of Alert), który wydał zaledwie jedną EP-kę, w 1981 Henry zastąpił Deza Cadenę jako wokalistę Black Flag – zespołu, którego był wielkim fanem. Podczas występu grupy w Nowym Jorku wszedł na scenę i zaśpiewał z nią jeden utwór, co muzykom spodobało się tak bardzo, że zaprosili go na próbę.

### Black Flag
Aby przenieść się do Los Angeles, Rollins rzucił pracę i sprzedał swój dobytek. Przez kolejne 6 lat przez większość czasu przebywał w trasie z Black Flag, którzy byli znani z bardzo intensywnego koncertowania oraz propagowania idei muzyki niezależnej. Muzykom stale brakowało pieniędzy, także na jedzenie, mieli problemy z agresywnymi fanami i policją. Te czasy Rollins opisał w książce Get in the Van, której fragmenty wydał w formie dźwiękowej, za co nagrodzono go nagrodą Grammy. Pod koniec działalności, w zespole doszło do sporów, aż w końcu w 1986 grupa uległa rozwiązaniu.

### Rollins Band
W 1987 Henry Rollins wydał solową płytę, w której nagraniu pomagał mu gitarzysta Chris Haskett. Wkrótce oni dwaj, oraz Andrew Weiss i Sim Cain stworzyli zespół nazwany po prostu Rollins Band. Popularność przyniosły mu przede wszystkim albumy End of Silence (1992) i Weight (1994). Teledysk do utworu „Liar”, który nakręcił Anton Corbijn był przez pewien czas bardzo często pokazywany w MTV. Podobnie jak Black Flag, także Rollins Band koncertował bardzo intensywnie. W 1997 z zespołu odeszli wszyscy muzycy poza samym Rollinsem. Zastąpiła ich trójka innych – grupa Mother Superior z Los Angeles.

### Spoken Word
Pierwszy album nie zawierający muzyki, a tylko opowiadania i anegdoty, Rollins wydał już w 1987. Od tamtego czasu poza trasami koncertowymi z zespołem, jeździł także pod własnym nazwiskiem, by występować przed publicznością z takim właśnie programem. Podczas tego rodzaju występów porusza przede wszystkim tematy społeczne, osobiste, opowiada anegdoty z własnego życia. W tekstach Rollinsa obecne jest potępienie wielu zjawisk nowoczesnej cywilizacji, krytyka amerykańskiego stylu życia (w czym jest podobny do Billa Hicksa), refleksje na temat życia człowieka, relacji między kobietami a mężczyznami, miłości. Rollins dysponuje sarkastycznym poczuciem humoru, jest skłonny do autoironii. Podczas występów często krzyczy, śmieje się, naśladuje różne odgłosy.

### Pozostała działalność

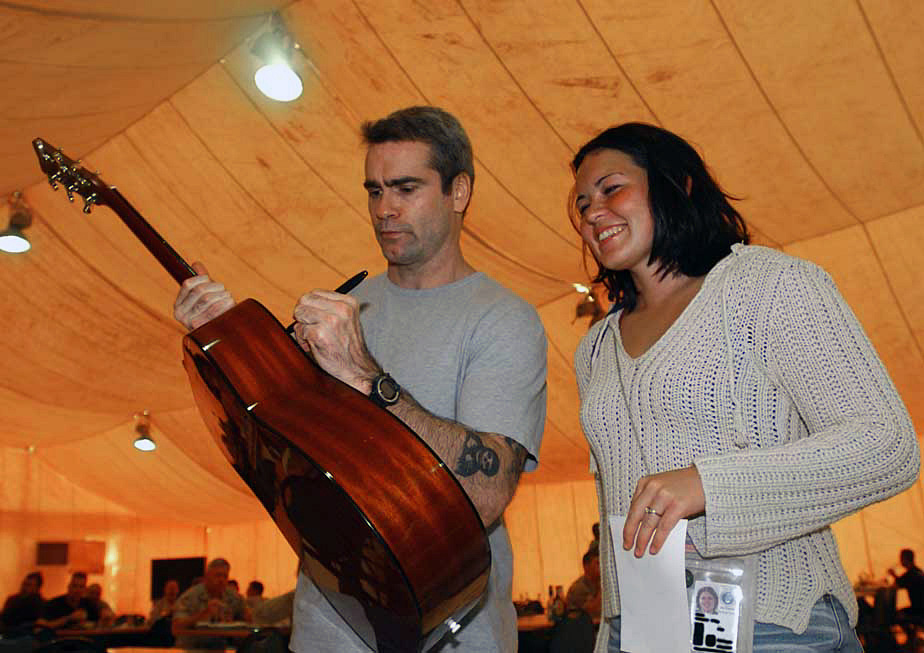
Henry Rollins w Iraku w roku 2006.

Poza tym Rollins jest także właścicielem wydawnictwa/wytwórni muzycznej 2.13.61, która wydaje jego książki, czasem także albumy. Poza tym wydała także książki m.in. Nicka Cave’a, Exene Cervenki, Nicka Zedda oraz Joe Cole’a, dobrego przyjaciela, który został zamordowany na oczach Rollinsa w 1991. Od 2004 muzyk prowadzi własną audycję w Radiu Indie 1031 (Los Angeles). Współpracuje także z telewizją Independent Film Channel, w której ma własny program poświęcony filmom. Wystąpił też w kilkunastu jako aktor, głównie grając krótkie epizody. Najbardziej udane filmy z jego udziałem to: Johnny Mnemonic, Zagubiona autostrada i Jack Frost. Rollins angażuje się także w różnego rodzaju inicjatywy społeczne – jak na przykład na rzecz zrównania praw par homo- i heteroseksualnych. W 2003 odbył tournée po amerykańskich bazach wojskowych na świecie, także w Iraku, choć osobiście był przeciwny wysłaniu tam amerykańskich żołnierzy i polityce George’a W. Busha w ogóle.

### Filozofia życiowa
Rollins w wywiadach podkreśla, że nie lubi tracić czasu i przyjemność sprawia mu oddanie się pracy. Stara się połączyć rozwój duchowy (czytanie, pisanie książek) z fizycznym (codzienne treningi). Dzięki temu drugiemu, dysponuje jedną z najbardziej imponujących muskulatur wśród muzyków rockowych. Nie pije alkoholu ani nie pali tytoniu. Zarówno w tekstach piosenek, jak i w książkach zachęca wszystkich do przejęcia pełni odpowiedzialności nad własnym życiem i dokładania starań, by zrealizować swoje projekty.

## Książki
- 1000 Ways to Die 2.13.61 Publications
- Knife Street 2.13.61 Publications
- Pissing in the Gene Pool 2.13.61 Publications
- End to End
- One from None – Collected work 1987 Publishers 2.13.61 Publications 1991 ISBN 1-880985-04-7
- Broken Summers Publishers Group West, (November 2003) ISBN 1-880985-75-6
- Unwelcomed Songs Two Thirteen Sixty-One Pubns, (September 2002) ISBN 1-880985-71-3
- See a Grown Man Cry, Now Watch Him Die Two Thirteen Sixty-One Pubns, (August 1997) ISBN 1-880985-37-3
- Solipsist Publishers' Group West, (August 1998) ISBN 1-880985-59-4
- The Portable Henry Rollins Villard, (February 10, 1998) ISBN 0-375-75000-2
- Get in the Van: On the Road With Black Flag Two Thirteen Sixty-One Pubns, 2nd edition (January 1996) ISBN 1-880985-24-1
- Henry Rollins: The First Five Two Thirteen Sixty-One Pubns, (October 1997) ISBN 1-880985-51-9
- Black Coffee Blues
- Do I Come Here Often? (Black Coffee Blues, Pt. 2), Shannon Wheeler (Illustrator) Two Thirteen Sixty-One Pubns, (December 1998) ISBN 1-880985-61-6
- Smile, You're Traveling (Black Coffee Blues Part 3) Two Thirteen Sixty-One Pubns, (October 1, 2000) ISBN 1-880985-69-1
- Eye Scream Two Thirteen Sixty-One Pubns, (October 1996) ISBN 1-880985-32-2
- Turned On Flag Henry Rollins by James Parker, Orion Books,
- Fanatic! Song lists and notes from the Harmony In My Head Radio Show,2.13.61 publications, 2005
- Roomanitarian,2.13.61 publications, Nov. 2005

## Dyskografia

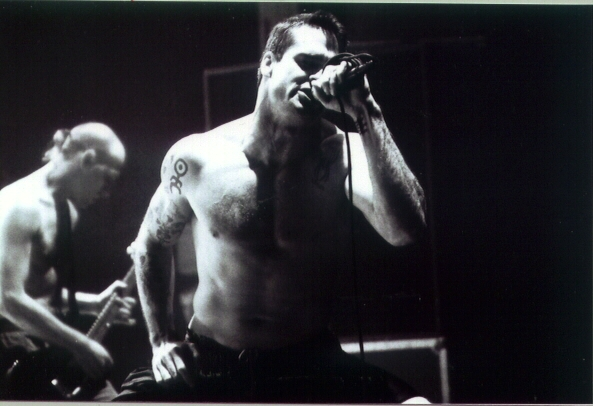
Henry Rollins podczas występu z grupą Rollins Band.

### Black Flag
- Damaged (1981)
- My War (1984)
- Family Man (1984)
- Slip It In (1984)
- Live ’84 (1984)
- Loose Nut (1985)
- In My Head (1985)
- Who’s Got the 10½? (1986)

### Solo
- 1987 Drive By Shooting
- 1987 Hot Animal Machine

### 'Spoken Word'
- 1987 Big Ugly Mouth
- 1989 Sweatbox
- 1990 Live at McCabe’s
- 1992 Human Butt
- 1992 Deep Throat
- 1993 The Boxed Life
- 1994 Get in the Van: On the Road with Black Flag (Audio Book)
- 1996 Everything (Audio Book)
- 1997 Black Coffee Blues (Audio Book)
- 1998 Think Tank
- 1999 Eric The Pilot
- 2001 A Rollins in the Wry
- 2001 Live at The Westbeth Theater
- 2003 Talk Is Cheap Vol I
- 2003 Talk Is Cheap Vol II
- 2003 Nights Behind The Tree Line
- 2004 Talk Is Cheap Vol III
- 2004 Talk Is Cheap Vol IV

### Rollins Band
- Life Time (1988)
- Hard Volume (1989)
- Turned On (Live, 1990)
- The End Of Silence (1992)
- Weight (1994)
- Come In And Burn (1997)
- Get Some Go Again (2000)
- A Clockword Orange Stage (Live, 2000)
- Yellow Blues (2000)
- Nice (2001)
- A Nicer Shade Of Red (2001)
- The Only Way To Know For Sure (Live, 2002)
- Come In And Burn Sessions (2004)
- Get Some Go Again Sessions (2005)

## Filmografia

### Filmy
| Rok  | Tytuł                             | Rola                             | Reżyser               |
| ---- | --------------------------------- | -------------------------------- | --------------------- |
| 1990 | Kiss Napoleon Goodbye             | Jackson                          | Babeth Mondini-VanLoo |
| 1994 | Pościg                            | oficer Dobbs, kierowca radiowozu | Adam Rifkin           |
| 1995 | Johnny Mnemonic                   | Spider                           | Robert Longo          |
| 1995 | Gorączka                          | Hugh Benny                       | Michael Mann          |
| 1997 | Zagubiona autostrada              | strażnik Henry                   | David Lynch           |
| 1998 | Jack Frost                        | Sid Gronic                       | Troy Miller           |
| 2001 | Morgan's Ferry                    | Monroe                           | Sam Pillsbury         |
| 2001 | Sceny zbrodni                     | Greg                             | Dominique Forma       |
| 2002 | Jackass: Świry w akcji            |                                  | Jeff Tremaine         |
| 2002 | Nowy                              | Warden                           | Ed Decter             |
| 2003 | Bad Boys II                       | przywódca TNT                    | Michael Bay           |
| 2005 | Krwawa uczta                      | terener                          | John Gulager          |
| 2007 | Droga bez powrotu 2               | Dale Murphy                      | Joe Lynch             |
| 2009 | Grobowiec diabła                  | Fulton                           | Jason Connery         |
| 2009 | Koszmar                           | Rockin' Roger                    | Rob Stefaniuk         |
| 2014 | Salad Days (film krótkometrażowy) | w roli samego siebie             | Scott Crawford        |
| 2015 | He Never Died                     | Jack                             | Jason Krawczyk        |
| 2016 | Ostatni skok (The Last Heist)     | Bernard                          | Mike Mendez           |

### Seriale TV
| Rok       | Tytuł                 | Rola                                    | Uwagi                                   |
| --------- | --------------------- | --------------------------------------- | --------------------------------------- |
| 2007      | Californication       | jako on sam, prowadzący audycję radiową | odc.: „LOL”                             |
| 2007      | Synowie Anarchii      | AJ Weston                               | 10 odcinków                             |
| 2013      | Hawaii Five-0         | Ray Beckett                             | odc.: „Ho'opio”                         |
| 2015      | You’re the Worst      | w roli samego siebie                    | odc.: „Other Things You Could Be Doing” |
| 2015      | Stitchers             | Robert Barbiero                         | odc.: „Full Stop”                       |
| 2015-2017 | Con Man               | Stutter Dawes                           | 7 odcinków                              |
| 2017      | Z Nation              | porucznik Mueller                       | 3 odcinki                               |
| 2018–2019 | Szkoła zabójców       | Jürgen Denke                            | 3 odcinki                               |
| 2019      | Ciało niepedagogiczne | Pan Cobbler                             | odc.: „Taco Tuesday”                    |
| 2019      | Now Apocalypse        | Mitchell Kent                           | 2 odcinki                               |

### dubbing
| Rok       | Tytuł                                   | Rola                                      | Uwagi                                                                      |
| --------- | --------------------------------------- | ----------------------------------------- | -------------------------------------------------------------------------- |
| 2000      | Batman: Powrót Jokera                   | Benjamin Knox / Bonk (głos)               |                                                                            |
| 1999–2001 | Batman przyszłości                      | Mad Stan (głos)                           | 3 odcinki                                                                  |
| 2004      | Młodzi Tytani                           | Johnny Rancid (głos)                      | 2 odcinki                                                                  |
| 2006      | Shorty McShorts’ Shorts                 | Skylar (głos)                             | 3 odcinki                                                                  |
| 2009      | Amerykański tata                        | Trucker (głos)                            | odc.: „Chimdale”                                                           |
| 2010      | RuPaul’s Drag Race                      | sędzia                                    | odc.: „Rocker Chicks”                                                      |
| 2010–2016 | Pora na przygodę!                       | Bob Rainicorn / Cookie Man (głos)         | „The Enchiridion!” „Her Parents” „Lady Rainicorn of the Crystal Dimension” |
| 2010      | Batman: Odważni i bezwzględni           | Robotman (głos)                           | odc.: „The Last Patrol!”                                                   |
| 2014      | Legenda Korry                           | Zaheer (głos)                             | 13 odcinków                                                                |
| 2014      | Wujcio Dobra Rada                       | Skeletony (głos)                          | odc.: „Hide and Seek”                                                      |
| 2016      | Szeryf Kaja na Dzikim Zachodzie         | Speedy Silverado                          | odc.: „Toby's First Snow/Blazing Skaters”                                  |
| 2017      | Stretch Armstrong and the Flex Fighters | Mickey Simmons, strażnik więzienny (głos) | odc.: „The Gangs of Old Town”                                              |
| 2018      | Mr. Pickles                             | rządowy agent komandor (głos)             | odc.: „S.H.O.E.S.”                                                         |